# Забота

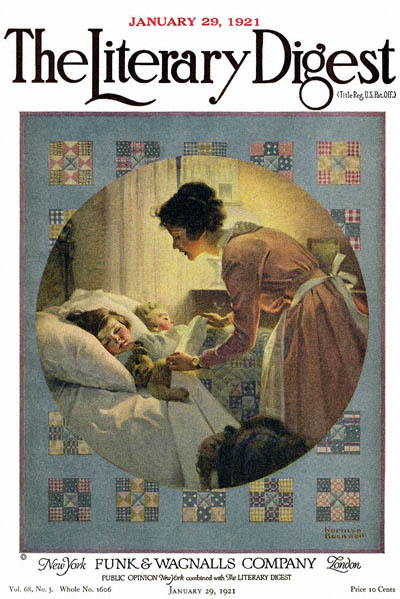
Норман Роквелл «Мать укрывает детей» (1921)

Забо́та — усердные хлопоты, беспокойное попеченье, радушное беспокойство о ком-либо или о чём-либо, комплекс действий по отношению к какому-либо объекту, нацеленных на его благополучие.
Заботу может проявлять как животное к своему потомству, так и человек к какому-нибудь существу или предмету, например к автомобилям. В любом случае, заботящийся выполняет те действия, которые необходимы получателю заботы. В России имеет и другие названия: забо́тка, забо́тушка, забо́танька, за́ботишка, забо́тища.

## В истории
Понимание заботы у римлян раскрывается в лат. tuitio (попечение, забота, защита, охрана) и tueor (смотреть, наблюдать, видеть). Глагол tueor указывает на действия, свойственные взгляду рачительного хозяина, отца семейства, главы фамилии по отношению к подвластным ему лицам, о которых он должен заботиться так же, как о своей земле и о своем имуществе. Это взгляд человека «своего права», римского гражданина, государственного человека, например, Цицерона, для которого превыше всего благо Рима, а «распад и смерть гражданской общины как бы подобны упадку и гибели мироздания». Всеобщее мнение (opiniones omnium) римлян ставило заботу отца семейства (pater familias) о фамильном имуществе и его приумножении в один ряд с такими традиционными ценностями, как деяния (res), слава (gloria) и доблесть (virtus); по квиритскому праву, расточитель отеческого имущества приравнивался к умалишённому, и находился под попечительством агнатов.

## В философии
В немецкой философии термин «забота» (нем. die Sorge) имеет более содержательное значение, чем в быту. Эту традицию начал Гёте в «Фаусте», где Забота ослепляет главного героя. В свою очередь, Гёте опирался на античную персонификацию Заботы. Наиболее видное место забота заняла в концепции Хайдеггера (работа «Бытие и время»). Для этого философа в заботе соединяются «три модуса существования, три измерения времени». Камю отчасти перенёс философское восприятие заботы на французскую почву, но понимал её менее глубоко, чем Хайдеггер, так как не занимался временны́м аспектом бытия.
В 1980-х годах в философии развивается "этика заботы" в качестве нормативной этической теории. Этика заботы акцентирует такие качества как эмпатия, сострадание, ситуативность помощи, внимательность к объекту заботы, обратная связь от объекта заботы. В этом этика заботы противопоставлена идее универсального этического стандарта, системы правил, которой может обеспечиваться моральность поступков.